# Fitana
Fitana is een geslacht van wantsen uit de familie van de Reduviidae (Roofwantsen). Het geslacht werd voor het eerst wetenschappelijk beschreven door André Villiers in 1948.

## Soorten
Het genus bevat de volgende soorten:

- Fitana alluaudi Villiers, 1948
- Fitana orophila Villiers, 1961
- Fitana vadoni Villiers, 1968